# Nogometno prvenstvo grada Osijeka 1946.
Nogometno prvenstvo grada Osijeka 1946. odigrano je početkom te godine u organizaciji Fiskulturnog odbora grada Osijeka kao jedno od nekoliko izlučnih natjecanja za popunu Hrvatske lige. Sudjelovalo je pet gradskih klubova koji su se natjecali u jednokružnom sustavu, pri čemu se za pobjedu dobivalo dva boda, a za neriješeni ishod jedan bod. Prvakom je u ožujku 1946. postalo FD Jedinstvo s osvojenih osam bodova.

## Ljestvica
| mj | klub         | uta | pob | neo | izg | pop | pri | bod |
| -- | ------------ | --- | --- | --- | --- | --- | --- | --- |
| 1. | FD Jedinstvo | 4   | 4   | 0   | 0   |     |     | 8   |
| 2. | FD Udarnik   | 4   | 3   | 0   | 1   |     |     | 6   |
| 3. | FD Tipograf  | 4   | 2   | 0   | 2   |     |     | 4   |
| 4. | FD Sloga     | 4   | 1   | 0   | 3   |     |     | 2   |
| 5. | FD Bratstvo  | 4   | 0   | 0   | 4   |     |     | 0   |